# Ciorești
Ciorești è un comune della Moldavia situato nel distretto di Nisporeni di 4.587 abitanti al censimento del 2004

## Località
Il comune è formato dall'insieme delle seguenti località (popolazione 2004):
- Ciorești (3.363 abitanti)
- Vulcănești (1.224 abitanti)